# Phthinia gracilis
Phthinia gracilis är en tvåvingeart som beskrevs av Johannes Winnertz 1863. Phthinia gracilis ingår i släktet Phthinia och familjen svampmyggor. Inga underarter finns listade i Catalogue of Life.